# خدنگ باریک سومالیایی
خدنگ باریک سومالیایی (نام علمی: Galerella ochracea) نام یک گونه از سرده باریک‌خدنگ است.